# D (programmeertaal)
De programmeertaal D, ontwikkeld door Walter Bright / DigitalMars, is een programmeertaal die net als C, C++, Java en C# eigenschappen heeft van BCPL. D is gemaakt voor praktisch gebruik voor toepassingen binnen kleine tot (middel-)grote computerapplicaties.

## Overzicht
De taal heeft ten opzichte van C++ onder andere de volgende veranderingen doorgevoerd:
- Geen meervoudige overerving; in plaats daarvoor komt enkelvoudige overerving met interfaces en Mixins
- Design By Contract
- RAII (Resource Acquisition Is Initialization)
- Unit tests
- Garbage collection
- Dynamische arrays
- Geen verschillende attribute-operatoren zoals ->, . en ::, maar alleen .
- Introspection
- Foreach-lus
- Geavanceerde templates en class/struct-generics

De taal is desondanks een systeemtaal, zoals C++, verschillende onderdelen kunnen ook uitgeschakeld worden.

## Voorbeeld
Het bekende programma Hello world:
```
import
 
std
.
stdio
;
  
// Importeer I/O van en naar de console

public
 
int
 
main
(
in
 
char
[][]
 
args
)
 
{

    
writefln
(
"Hello World!"
);

    
return
 
0
;

}

```